# Rosa gulczensis
Rosa gulczensis es una especie de planta del género Rosa, de la familia Rosaceae.

## Taxonomía
Rosa gulczensis fue descrita por Tkatsch. en 1986.

## Distribución
Se encuentra en el territorio de Kirguistán.